# Ердычи
Ердичи — покинутое село в Галанчожском районе Чеченской Республики. Входит в Кеййистинское сельское поселение.

## География
Село расположено на западе Чеченской Республики, к юго-западу от районного центра Галанчож.
Ближайшие населённые пункты: на юго-востоке — сёла Нижний Кий и Верхний Кий.

## История
Аул Ердычи был ликвидирован в 1944 году во время депортации чеченцев. После восстановления Чечено-Ингушской АССР в 1956 году чеченцам было запрещено селиться в данном районе.